# Seznam finskih filmskih režiserjev
Seznam finskih filmskih režiserjev.

## B
- Peter von Bagh
- Eija-Elina Bergholm
- Erik Blomberg

## D
- Jörn Donner (fin.-šved.)

## H
- Renny Harlin
- Klaus Härö
- Reetta Huhtanen

## I
- Matti Ijäs

## J
- Per Olov Jansson (1920–2019) fotograf
- animator Lars Jansson (1926–2000)
- Risto Jarva
- Ilkka Järvi-Laturi
- Antti Jokinen

## K
- Matti Kassila
- Erkki Karu
- Aki Kaurismäki
- Mika Kaurismäki
- Erkko Kivikoski
- Ere Kokkonen
- Petri Kotwica
- Juho Kuosmanen
- Mauno Kurkvaara

## L
- Edvin Laine
- Jarmo Lampela
- Armand Lohikoski
- Aku Louhimies

## M
- Lauri Maijala
- Visa Mäkinen / Aito Mäkinen ?
- Anssi Mänttäri
- Rauni Antero Mollberg

## N
- Mikko Niskanen

## O
- Risto Orko

## P
- Jaakko Pakkasvitra
- Spede Pasanen
- Teuvo Puro

## S
- Toivo Särkkä

## T
- Nyrki Tapiovaara
- Pamela Tola
- Teuvo Tulio

## V
- Valentin Vaala
- Samuli Valkama
- Jukka-Pekka Valkeapää (J-P Valkeapää)
- Timo Vuorensola

## W
- Jack Witikka

## Z
- Mai Zetterling (fin.-šved.)